# Jouy (Aisne)
Pour les articles homonymes, voir Jouy.
Jouy est une localité de la commune d'Aizy-Jouy et une ancienne commune française, située dans le département de l'Aisne en région Hauts-de-France.
Elle a existé de la fin du XVIIIe siècle à 1972, date à laquelle elle fusionne avec Aizy pour constituer la commune d'Aizy-Jouy.

## Géographie
Jouy est situé au Nord de Aizy. La commune avait une superficie de 7,01 km2

## Histoire
La commune de Jouy a été créée à lors de la Révolution française. Le 25 février 1972, elle fusionne avec Aizy pour former la commune d'Aizy-Jouy, à la suite d'un arrêté préfectoral du 24 février 1972.

## Administration
Jusqu'à sa fusion avec Aizy en 1972, la commune faisait partie du canton de Vailly-sur-Aisne dans le département de l'Aisne. Elle portait le code commune 02394. Elle appartenait aussi à l'arrondissement de Soissons depuis 1801 et au district de Soissons entre 1790 et 1795. La liste des maire de Jouy est :
| Période                                  | Période | Identité | Étiquette | Qualité |
| ---------------------------------------- | ------- | -------- | --------- | ------- |
|                                          |         |          |           |         |
| Les données manquantes sont à compléter. |         |          |           |         |

## Démographie
Jusqu'en 1972, la démographie de Jouy était:
| 1793 | 1800 | 1806 | 1821 | 1831 | 1836 | 1841 | 1846 | 1851 |
| ---- | ---- | ---- | ---- | ---- | ---- | ---- | ---- | ---- |
| 189  | 230  | 250  | 227  | 238  | 224  | 234  | 223  | 218  |

| 1856 | 1861 | 1866 | 1872 | 1876 | 1881 | 1886 | 1891 | 1896 |
| ---- | ---- | ---- | ---- | ---- | ---- | ---- | ---- | ---- |
| 189  | 208  | 202  | 185  | 160  | 165  | 150  | 175  | 190  |

| 1901 | 1906 | 1911 | 1921 | 1926 | 1931 | 1936 | 1946 | 1954 |
| ---- | ---- | ---- | ---- | ---- | ---- | ---- | ---- | ---- |
| 175  | 184  | 170  | 47   | 138  | 167  | 141  | 145  | 140  |

| 1962 | 1968 | - | - | - | - | - | - | - |
| ---- | ---- | - | - | - | - | - | - | - |
| 134  | 108  | - | - | - | - | - | - | - |